# Liste der Monuments historiques in Roaillan
Die Liste der Monuments historiques in Roaillan führt die Monuments historiques in der französischen Gemeinde Roaillan auf.

## Liste der Bauwerke
| Bezeichnung     | Beschreibung              | Standort | Kennzeichnung | Schutzstatus | Datum | Bild |
| --------------- | ------------------------- | -------- | ------------- | ------------ | ----- | ---- |
| Kirche St-Louis | Erbaut im 15. Jahrhundert | (Lage)   | PA00083703    | Inscrit      | 1925  |      |